# Runa čarodějů
Runa čarodějů je jedním z klasických textů tradice Wicca, který se využívá v rituální praxi. Její autorkou je Doreen Valiente. Níže uvedený text je českým překladem její zveřejněné verze, která se vyskytuje v literatuře i na internetu v nesčetných obměnách. Tento překlad byl publikován v knize Stewarta Farrara Čarodějství dnes. (Vydal Ivo Železný, Praha 1996)

## Runa čarodějů (text)
Temná noci, jasná luno,

vládcové čtyř stran.

Zazni, mocná runo,

voláme vás k nám.

Nechť země, voda, vzduch a oheň,

proutek, pentakl i meč

začnou plnit moji vůli,

nechť vyslyší moji řeč.

Šňůry, důtky, vůně, nůž,

všechna meče síla,

nechť probudí se k životu

a dají se do díla.

Královno nebes,

královno pekel,

rohatý lovče noci,

naplňte magicky vůli mou,

to vkládám teď do vaší moci.

Při silách země a moře,

při moci slunce i luny,

nechť zrnka vůle mé vyklíčí

vyřčením této runy.

Eko, eko, Azarak,

Eko, eko, Zamilak,

Eko, eko, Karnajna,

Eko, eko, Aradia.